# Mathias Thrane
Mathias Thrane (født 4. september 1993 i Danmark) er en dansk fodboldspiller, der spiller for den færøske klub B36 Tórshavn i Betrideildin.

## Karriere

### Hellerup IK
Thrane er et talent som er udviklet i HIK, og blev meldt ind i HIK som 6-årig. I 2011 fik han sin debut for HIK's senior trup.
Efter interesse fra 1. divisions klubber, forlængede han i sommeren 2013 sin kontrakt med HIK. I april 2014 var Thrane til prøvetræning i AaB, og fik bl.a. spilletid i test-kampene imod OB og Esbjerg fB. Han var selv godt tilfreds med prøvetræningen.

### AaB
Den 7. juli 2014 skiftede Thrane til AaB på en toårig kontrakt, efter at have haft et succesfuldt træningsophold i klubben og imponeret cheftræneren. Han blev i første omgang tildelt rygnummer 16.

### Odense Boldklub
Den 30. maj 2016 blev det offentliggjort, at Trane skiftede til Odense Boldklub sammen med AaB-holdkammeraten Rasmus Jönsson, hvor de blev genforenet med Kent Nielsen, som havde været deres træner tidligere i AaB.
Thrane og Odense Boldklub forlængede ikke samarbejdet, da Thranes kontrakt udløb den 30. juni 2018, hvorfor han forlod klubben.
Karrieren fortsatte i Nykøbing FC, hvor Thrane spillede frem til den 30. juni 2020.
I december 2020 fik han kontrakt med B36 Tórshavn.